# Associazione Sportiva Volley Lube 2017-2018
Questa voce raccoglie le informazioni riguardanti l'Associazione Sportiva Volley Lube nelle competizioni ufficiali della stagione 2017-2018.

## Stagione
Nella stagione 2017-18 l'Associazione Sportiva Volley Lube assume la denominazione sponsorizzata di Cucine Lube Civitanova.
I successi nella stagione precedente sia in Coppa Italia che in campionato, permettono alla Lube di giocare la Supercoppa italiana: conquista il secondo posto dopo aver perso la finale contro la Sir Safety Perugia.
Partecipa per la ventritreesima volta alla Superlega; chiude la regular season di campionato al secondo posto in classifica, qualificandosi per i play-off scudetto, dove arriva fino alla serie finale, sconfitta dalla Sir Safety Perugia.
In Coppa Italia è nuovamente sconfitta dal club di Perugia, sempre in finale.
Grazie ai risultati ottenuti nell'annata precedente partecipa al Campionato mondiale per club: giunge seconda, perdendo la finale contro lo Zenit-Kazan.
Gioca inoltre la Champions League: dopo aver superato la fase a gironi al secondo posto nel proprio raggruppamento, raggiunge la finale dove viene sconfitta ancora dallo Zenit-Kazan.

## Organigramma societario
Area direttiva
- Presidente: Simona Sileoni
- Presidente onorario: Luciano Sileoni
- Vicepresidente: Albino Massaccesi
- Team manager: Matteo Carancini
- Segreteria generale: Sergio Bartoloni
- Direttore sportivo: Giuseppe Cormio
- Responsabile rapporti sponsor: Mirko Giardetti

Area tecnica
- Allenatore: Giampaolo Medei
- Allenatore in seconda: Marco Camperi
- Scout man: Enrico Massaccesi
- Responsabile settore giovanile: Giampiero Freddi

Area comunicazione
- Ufficio stampa: Carlo Perri
- Relazioni esterne: Marco Tentella
- Webmaster: Mirko Giardetti

Area marketing
- Ufficio marketing: Paolo Prenna

Area sanitaria
- Medico: Mariano Avio, Danilo Compagnucci
- Preparatore atletico: Massimo Merazzi
- Fisioterapista: Marco Frontaloni
- Nutrizionista: Alessandro Marinelli

## Rosa
| N° | Nome               | Ruolo | Data di nascita   | Nazionalità sportiva |
| -- | ------------------ | ----- | ----------------- | -------------------- |
| 1  | Cvetan Sokolov     | O     | 31 dicembre 1989  | Bulgaria             |
| 2  | Davide Candellaro  | C     | 7 giugno 1989     | Italia               |
| 3  | Taylor Sander      | S     | 17 marzo 1992     | Stati Uniti          |
| 4  | Andrea Marchisio   | L     | 6 novembre 1990   | Italia               |
| 5  | Osmany Juantorena  | S     | 12 agosto 1985    | Italia               |
| 6  | Alberto Casadei    | O     | 15 settembre 1984 | Italia               |
| 7  | Dragan Stanković   | C     | 18 ottobre 1985   | Serbia               |
| 9  | Jiří Kovář         | S     | 10 aprile 1989    | Italia               |
| 10 | Jenia Grebennikov  | L     | 13 ottobre 1990   | Francia              |
| 11 | Micah Christenson  | P     | 8 maggio 1993     | Stati Uniti          |
| 12 | Enrico Cester      | C     | 16 marzo 1988     | Italia               |
| 14 | Sebastiano Milan   | S     | 6 aprile 1995     | Italia               |
| 15 | Tsimafei Zhukouski | P     | 18 dicembre 1989  | Croazia              |

## Mercato
| Acquisti | Acquisti           | Acquisti       | Acquisti   |
| R.       | Nome               | da             | Modalità   |
| -------- | ------------------ | -------------- | ---------- |
| L        | Andrea Marchisio   | Tuscania       | definitivo |
| S        | Sebastiano Milan   | Padova         | definitivo |
| S        | Taylor Sander      | Al-Arabi       | definitivo |
| P        | Tsimafei Zhukouski | Charlottenburg | definitivo |

| Cessioni | Cessioni         | Cessioni           | Cessioni   |
| R.       | Nome             | a                  | Modalità   |
| -------- | ---------------- | ------------------ | ---------- |
| S        | Klemen Čebulj    | Powervolley Milano | definitivo |
| P        | Antonio Corvetta | Marconi            | definitivo |
| S        | Denys Kaliberda  | Ziraat Bankası     | definitivo |
| L        | Nicola Pesaresi  | BluVolley Verona   | definitivo |

## Risultati

### Superlega

#### Girone di andata
| 1ª giornata - 15 ottobre 2017 PalaValentia, Vibo Valentia         | Callipo            | 1 - 3 | Lube               | 23-25, 22-25, 25-22, 23-25        |
| 2ª giornata - 22 novembre 2017 PalaCivitanova, Civitanova Marche  | Lube               | 3 - 0 | Porto Robur Costa  | 25-14, 25-20, 26-24               |
| 3ª giornata - 26 ottobre 2017 PalaPiantanida, Busto Arsizio       | Powervolley Milano | 1 - 3 | Lube               | 24-26, 22-25, 26-24, 22-25        |
| 4ª giornata - 29 ottobre 2017 PalaBianchini, Latina               | Top Volley Latina  | 3 - 0 | Lube               | 25-21, 25-22, 28-26               |
| 5ª giornata - 1º novembre 2017 PalaCivitanova, Civitanova Marche  | Lube               | 3 - 0 | Trentino           | 25-22, 30-28, 29-27               |
| 6ª giornata - 5 novembre 2017 PalaPanini, Modena                  | Modena             | 1 - 3 | Lube               | 25-21, 19-25, 23-25, 21-25        |
| 7ª giornata - 12 novembre 2017 PalaCivitanova, Civitanova Marche  | Lube               | 3 - 0 | Argos              | 25-21, 25-16, 25-15               |
| 8ª giornata - 19 novembre 2017 Palazzetto dello Sport, Monza      | Milano             | 1 - 3 | Lube               | 20-25, 22-25, 25-20, 23-25        |
| 9ª giornata - 26 novembre 2017 PalaCivitanova, Civitanova Marche  | Lube               | 3 - 0 | Sir Safety Perugia | 28-26, 25-15, 25-21               |
| 10ª giornata - 3 dicembre 2017 PalaOlimpia, Verona                | BluVolley Verona   | 0 - 3 | Lube               | 12-25, 20-25, 18-25               |
| 11ª giornata - 9 dicembre 2017 PalaCivitanova, Civitanova Marche  | Lube               | 3 - 2 | Padova             | 25-21, 26-28, 25-21, 24-26, 16-14 |
| 12ª giornata - 16 novembre 2017 PalaCivitanova, Civitanova Marche | Lube               | 3 - 2 | Piacenza           | 25-22, 18-25, 22-25, 25-18, 15-12 |
| 13ª giornata - 26 dicembre 2017 PalaFlorio, Bari                  | New Mater          | 3 - 2 | Lube               | 15-25, 25-21, 23-25, 25-17, 15-10 |

#### Girone di ritorno
| 1ª giornata - 30 dicembre 2017 PalaCivitanova, Civitanova Marche  | Lube               | 3 - 1 | Callipo            | 25-18, 20-25, 25-10, 25-12        |
| 2ª giornata - 4 gennaio 2018 PalaDeAndré, Ravenna                 | Porto Robur Costa  | 0 - 3 | Lube               | 17-25, 20-25, 9-25                |
| 3ª giornata - 7 gennaio 2018 PalaCivitanova, Civitanova Marche    | Lube               | 3 - 1 | Powervolley Milano | 25-18, 23-25, 25-21, 25-19        |
| 4ª giornata - 10 gennaio 2018 PalaCivitanova, Civitanova Marche   | Lube               | 3 - 0 | Top Volley Latina  | 25-22, 25-16, 25-16               |
| 5ª giornata - 14 gennaio 2018 PalaTrento, Trento                  | Trentino           | 1 - 3 | Lube               | 13-25, 26-28, 25-20, 14-25        |
| 6ª giornata - 21 gennaio 2018 PalaCivitanova, Civitanova Marche   | Lube               | 0 - 3 | Modena             | 23-25, 21-25, 19-25               |
| 7ª giornata - 4 febbraio 2018 PalaPolsinelli, Sora                | Argos              | 0 - 3 | Lube               | 13-25, 20-25, 19-25               |
| 8ª giornata - 7 febbraio 2018 PalaCivitanova, Civitanova Marche   | Lube               | 3 - 0 | Milano             | 25-22, 25-16, 25-18               |
| 9ª giornata - 10 febbraio 2018 PalaEvangelisti, Perugia           | Sir Safety Perugia | 3 - 1 | Lube               | 23-25, 25-22, 25-19, 25-20        |
| 10ª giornata - 18 febbraio 2018 PalaCivitanova, Civitanova Marche | Lube               | 3 - 0 | BluVolley Verona   | 27-25, 25-19, 25-19               |
| 11ª giornata - 21 febbraio 2018 PalaSanLazzaro, Padova            | Padova             | 0 - 3 | Lube               | 18-25, 19-25, 22-25               |
| 12ª giornata - 25 febbraio 2018 PalaBanca, Piacenza               | Piacenza           | 2 - 3 | Lube               | 25-19, 26-28, 25-23, 19-25, 13-15 |
| 13ª giornata - 4 marzo 2018 PalaCivitanova, Civitanova Marche     | Lube               | 3 - 0 | New Mater          | 25-22, 25-16, 25-12               |

#### Play-off scudetto
| Quarti di finale (gara 1) - 11 marzo 2018 PalaCivitanova, Civitanova Marche | Lube               | 3 - 0 | Piacenza           | 25-21, 25-20, 25-14               |
| Quarti di finale (gara 2) - 18 marzo 2018 PalaBanca, Piacenza               | Piacenza           | 2 - 3 | Lube               | 25-16, 11-25, 11-25, 25-22, 13-15 |
| Semifinali (gara 1) - 28 marzo 2018 PalaCivitanova, Civitanova Marche       | Lube               | 3 - 2 | Modena             | 25-22, 21-25, 25-16, 21-25, 15-13 |
| Semifinali (gara 2) - 1º aprile 2018 PalaPanini, Modena                     | Modena             | 3 - 1 | Lube               | 25-16, 29-27, 22-25, 25-23        |
| Semifinali (gara 3) - 8 aprile 2018 PalaCivitanova, Civitanova Marche       | Lube               | 3 - 2 | Modena             | 27-25, 33-35, 25-16, 22-25, 21-19 |
| Semifinali (gara 4) - 15 aprile 2018 PalaPanini, Modena                     | Modena             | 1 - 3 | Lube               | 19-25, 25-19, 20-25, 28-30        |
| Finale (gara 1) - 22 aprile 2018 PalaEvangelisti, Perugia                   | Sir Safety Perugia | 3 - 1 | Lube               | 25-21, 22-25, 25-18, 25-23        |
| Finale (gara 2) - 25 aprile 2018 PalaCivitanova, Civitanova Marche          | Lube               | 3 - 2 | Sir Safety Perugia | 22-25, 24-26, 25-17, 25-23, 15-11 |
| Finale (gara 3) - 28 aprile 2018 PalaEvangelisti, Perugia                   | Sir Safety Perugia | 3 - 1 | Lube               | 25-21, 25-21, 21-25, 25-23        |
| Finale (gara 4) - 1º maggio 2018 PalaCivitanova, Civitanova Marche          | Lube               | 3 - 1 | Sir Safety Perugia | 25-19, 24-26, 25-19, 25-20        |
| Finale (gara 5) - 6 maggio 2018 PalaEvangelisti, Perugia                    | Sir Safety Perugia | 3 - 0 | Lube               | 25-22, 25-23, 27-25               |

### Coppa Italia
| Quarti di finale - 18 ottobre 2017 PalaCivitanova, Civitanova Marche | Lube | 3 - 0 | Porto Robur Costa  | 25-20, 25-19, 25-21        |
| Semifinali - 27 gennaio 2018 PalaFlorio, Bari                        | Lube | 3 - 1 | Modena             | 17-25, 26-24, 25-21, 25-21 |
| Finale - 28 gennaio 2018 PalaFlorio, Bari                            | Lube | 1 - 3 | Sir Safety Perugia | 25-16, 22-25, 20-25, 25-27 |

### Supercoppa italiana
| Semifinale - 7 ottobre 2017 PalaCivitanova, Civitanova Marche | Lube | 3 - 1 | Modena             | 16-25, 25-19, 25-23, 25-22 |
| Finale - 8 ottobre 2017 PalaCivitanova, Civitanova Marche     | Lube | 1 - 3 | Sir Safety Perugia | 20-25, 25-22, 17-25, 26-28 |

### Champions League

#### Fase a gironi
| 1ª giornata - 6 dicembre 2017 PalaEvangelisti, Perugia           | Sir Safety Perugia | 3 - 2 | Lube               | 28-30, 20-25, 25-23, 25-19, 15-9 |
| 2ª giornata - 21 dicembre 2017 PalaCivitanova, Civitanova Marche | Lube               | 3 - 0 | Roeselare          | 25-22, 26-24, 25-22              |
| 3ª giornata - 17 gennaio 2018 PalaCivitanova, Civitanova Marche  | Lube               | 3 - 1 | Fenerbahçe         | 25-22, 25-11, 21-25, 25-12       |
| 4ª giornata - 31 gennaio 2018 Burhan Felek Spor Salonu, Istanbul | Fenerbahçe         | 0 - 3 | Lube               | 20-25, 19-25, 18-25              |
| 5ª giornata - 13 febbraio 2018 Sporthal Schiervelde, Roeselare   | Roeselare          | 0 - 3 | Lube               | 16-25, 23-25, 23-25              |
| 6ª giornata - 28 febbraio 2018 PalaCivitanova, Civitanova Marche | Lube               | 0 - 3 | Sir Safety Perugia | 24-26, 23-25, 25-27              |

#### Fase a eliminazione diretta
| Play-off a 12 (andata) - 14 marzo 2018 Hala Energia, Bełchatów            | Skra Bełchatów | 2 - 3 | Lube           | 27-25, 28-26, 13-25, 22-25, 10-15 |
| Play-off a 12 (ritorno) - 22 marzo 2018 PalaCivitanova, Civitanova Marche | Lube           | 3 - 0 | Skra Bełchatów | 25-17, 25-18, 25-21               |
| Play-off a 6 (andata) - 4 aprile 2018 PalaCivitanova, Civitanova Marche   | Lube           | 3 - 1 | Trentino       | 25-22, 23-25, 25-19, 28-26        |
| Play-off a 6 (ritorno) - 11 aprile 2018 PalaTrento, Trento                | Trentino       | 2 - 3 | Lube           | 19-25, 21-25, 25-20, 27-25, 15-17 |
| Semifinali - 12 maggio 2018 Basket-Hall, Kazan'                           | ZAKSA          | 1 - 3 | Lube           | 21-25, 25-22, 15-25, 18-25        |
| Finale - 13 maggio 2018 Basket-Hall, Kazan'                               | Lube           | 2 - 3 | Zenit-Kazan    | 27-29, 25-18, 25-23, 23-25, 15-17 |

### Campionato mondiale per club

#### Fase a gironi
| 1ª giornata - 12 dicembre 2017 Hala Okrąglak, Opole | Sada  | 0 - 3 | Lube          | 21-25, 16-25, 18-25               |
| 2ª giornata - 13 dicembre 2017 Hala Okrąglak, Opole | ZAKSA | 2 - 3 | Lube          | 25-23, 21-25, 25-23, 21-25, 16-18 |
| 3ª giornata - 14 dicembre 2017 Hala Okrąglak, Opole | Lube  | 3 - 0 | Sarmayeh Bank | 26-24, 25-17, 25-23               |

#### Fase a eliminazione diretta
| Semifinali - 16 dicembre 2017 Kraków Arena, Cracovia | Lube | 3 - 0 | Skra Bełchatów | 25-23, 25-23, 25-23 |
| Finale - 17 dicembre 2017 Kraków Arena, Cracovia     | Lube | 0 - 3 | Zenit-Kazan    | 25-27, 22-25, 22-25 |

## Statistiche

### Statistiche di squadra
| Competizione                 | Punti | In casa | In casa | In casa | In trasferta | In trasferta | In trasferta | Totale | Totale | Totale |
| Competizione                 | Punti | G       | V       | P       | G            | V            | P            | G      | V      | P      |
| ---------------------------- | ----- | ------- | ------- | ------- | ------------ | ------------ | ------------ | ------ | ------ | ------ |
| Superlega                    | 64    | 18      | 17      | 1       | 19           | 12           | 7            | 37     | 29     | 8      |
| Coppa Italia                 | -     | 1       | 1       | 0       | 0            | 0            | 0            | 3      | 2      | 1      |
| Supercoppa italiana          | -     | -       | -       | -       | -            | -            | -            | 2      | 1      | 1      |
| Champions League             | 13    | 5       | 4       | 1       | 5            | 4            | 1            | 12     | 9      | 3      |
| Campionato mondiale per club | 8     | -       | -       | -       | -            | -            | -            | 5      | 4      | 1      |
| Totale                       | -     | 24      | 22      | 2       | 24           | 16           | 8            | 59     | 45     | 14     |

G = partite giocate; V = partite vinte; P = partite perse

### Statistiche dei giocatori
| Giocatore      | Superlega | Superlega | Superlega | Superlega | Superlega | Coppa Italia | Coppa Italia | Coppa Italia | Coppa Italia | Coppa Italia | Supercoppa italiana | Supercoppa italiana | Supercoppa italiana | Supercoppa italiana | Supercoppa italiana | Campionato mondiale per club | Campionato mondiale per club | Campionato mondiale per club | Campionato mondiale per club | Campionato mondiale per club | Champions League | Champions League | Champions League | Champions League | Champions League | Totale | Totale | Totale | Totale | Totale |
| Giocatore      | P         | PT        | AV        | MV        | BV        | P            | PT           | AV           | MV           | BV           | P                   | PT                  | AV                  | MV                  | BV                  | P                            | PT                           | AV                           | MV                           | BV                           | P                | PT               | AV               | MV               | BV               | P      | PT     | AV     | MV     | BV     |
| -------------- | --------- | --------- | --------- | --------- | --------- | ------------ | ------------ | ------------ | ------------ | ------------ | ------------------- | ------------------- | ------------------- | ------------------- | ------------------- | ---------------------------- | ---------------------------- | ---------------------------- | ---------------------------- | ---------------------------- | ---------------- | ---------------- | ---------------- | ---------------- | ---------------- | ------ | ------ | ------ | ------ | ------ |
| D. Candellaro  | 36        | 170       | 119       | 29        | 22        | 3            | 29           | 20           | 8            | 1            | 2                   | 0                   | 0                   | 0                   | 0                   | 5                            | 30                           | ?                            | ?                            | ?                            | 10               | 39               | 27               | 9                | 3                | 56     | 268    | ?      | ?      | ?      |
| A. Casadei     | 7         | 24        | 22        | 1         | 1         | 0            | 0            | 0            | 0            | 0            | 0                   | 0                   | 0                   | 0                   | 0                   | 0                            | 0                            | 0                            | 0                            | 0                            | 1                | 7                | 6                | 1                | 0                | 8      | 31     | 28     | 2      | 1      |
| E. Cester      | 34        | 226       | 145       | 53        | 28        | 3            | 17           | 10           | 4            | 3            | 2                   | 14                  | 8                   | 3                   | 3                   | 5                            | 32                           | ?                            | ?                            | ?                            | 10               | 66               | 48               | 11               | 7                | 54     | 355    | ?      | ?      | ?      |
| M. Christenson | 36        | 123       | 51        | 31        | 41        | 3            | 5            | 1            | 1            | 3            | 2                   | 7                   | 1                   | 1                   | 5                   | 5                            | 22                           | ?                            | ?                            | ?                            | 12               | 42               | 14               | 10               | 18               | 58     | 199    | ?      | ?      | ?      |
| J. Grebennikov | 37        | 0         | 0         | 0         | 0         | 3            | 0            | 0            | 0            | 0            | 2                   | 0                   | 0                   | 0                   | 0                   | 5                            | 0                            | 0                            | 0                            | 0                            | 12               | 0                | 0                | 0                | 0                | 59     | 0      | 0      | 0      | 0      |
| O. Juantorena  | 37        | 565       | 464       | 41        | 60        | 3            | 45           | 38           | 2            | 5            | 2                   | 29                  | 26                  | 2                   | 1                   | 5                            | 85                           | ?                            | ?                            | ?                            | 11               | 159              | 131              | 12               | 16               | 58     | 883    | ?      | ?      | ?      |
| J. Kovář       | 34        | 215       | 171       | 31        | 13        | 2            | 4            | 3            | 0            | 1            | 2                   | 18                  | 16                  | 2                   | 0                   | 4                            | 23                           | ?                            | ?                            | ?                            | 10               | 44               | 34               | 5                | 5                | 52     | 304    | ?      | ?      | ?      |
| A. Marchisio   | 11        | 0         | 0         | 0         | 0         | 1            | 0            | 0            | 0            | 0            | 0                   | 0                   | 0                   | 0                   | 0                   | 1                            | 0                            | 0                            | 0                            | 0                            | 4                | 0                | 0                | 0                | 0                | 17     | 0      | 0      | 0      | 0      |
| S. Milan       | 4         | 9         | 8         | 1         | 0         | 0            | 0            | 0            | 0            | 0            | 0                   | 0                   | 0                   | 0                   | 0                   | 0                            | 0                            | 0                            | 0                            | 0                            | 1                | 5                | 5                | 0                | 0                | 5      | 14     | 13     | 1      | 0      |
| T. Sander      | 28        | 280       | 243       | 19        | 18        | 3            | 24           | 21           | 0            | 3            | 2                   | 8                   | 5                   | 1                   | 2                   | 4                            | 11                           | ?                            | ?                            | ?                            | 11               | 119              | 105              | 4                | 10               | 48     | 442    | ?      | ?      | ?      |
| C. Sokolov     | 34        | 590       | 471       | 75        | 44        | 3            | 55           | 47           | 5            | 3            | 2                   | 40                  | 34                  | 4                   | 2                   | 5                            | 26                           | ?                            | ?                            | ?                            | 12               | 207              | 166              | 27               | 14               | 56     | 918    | ?      | ?      | ?      |
| D. Stanković   | 26        | 144       | 89        | 37        | 18        | 2            | 3            | 3            | 0            | 0            | 2                   | 11                  | 10                  | 1                   | 0                   | 2                            | 3                            | ?                            | ?                            | ?                            | 10               | 96               | 61               | 28               | 7                | 42     | 257    | ?      | ?      | ?      |
| T. Zhukouski   | 17        | 12        | 5         | 2         | 5         | 1            | 1            | 0            | 1            | 0            | 0                   | 0                   | 0                   | 0                   | 0                   | 1                            | 0                            | 0                            | 0                            | 0                            | 8                | 7                | 3                | 2                | 2                | 27     | 20     | 8      | 5      | 7      |

P = presenze; PT = punti totali; AV = attacchi vincenti; MV = muri vincenti; BV = battute vincenti